# Hericium erinaceus
Hydne hérisson
Espèce
Statut de conservation UICN

 LC  : Préoccupation mineure
L'hydne hérisson (Hericium erinaceus) est une espèce de champignons basidiomycètes de la famille des Hericiaceae. C'est un hydne, c'est-à-dire un champignon dont l'hyménium se présente sous la forme d'aiguillons. Ces derniers sont blancs, mous et pendants, et contrairement à d'autres espèces proches, ils ne sont pas réticulés. L'hydne hérisson est un parasite des feuillus qui est répandu dans tout l'hémisphère nord. C'est un champignon comestible quand il est jeune, qui possède des propriétés médicinales. Il est cultivé, surtout en Chine, depuis les années 1960.

## Dénominations

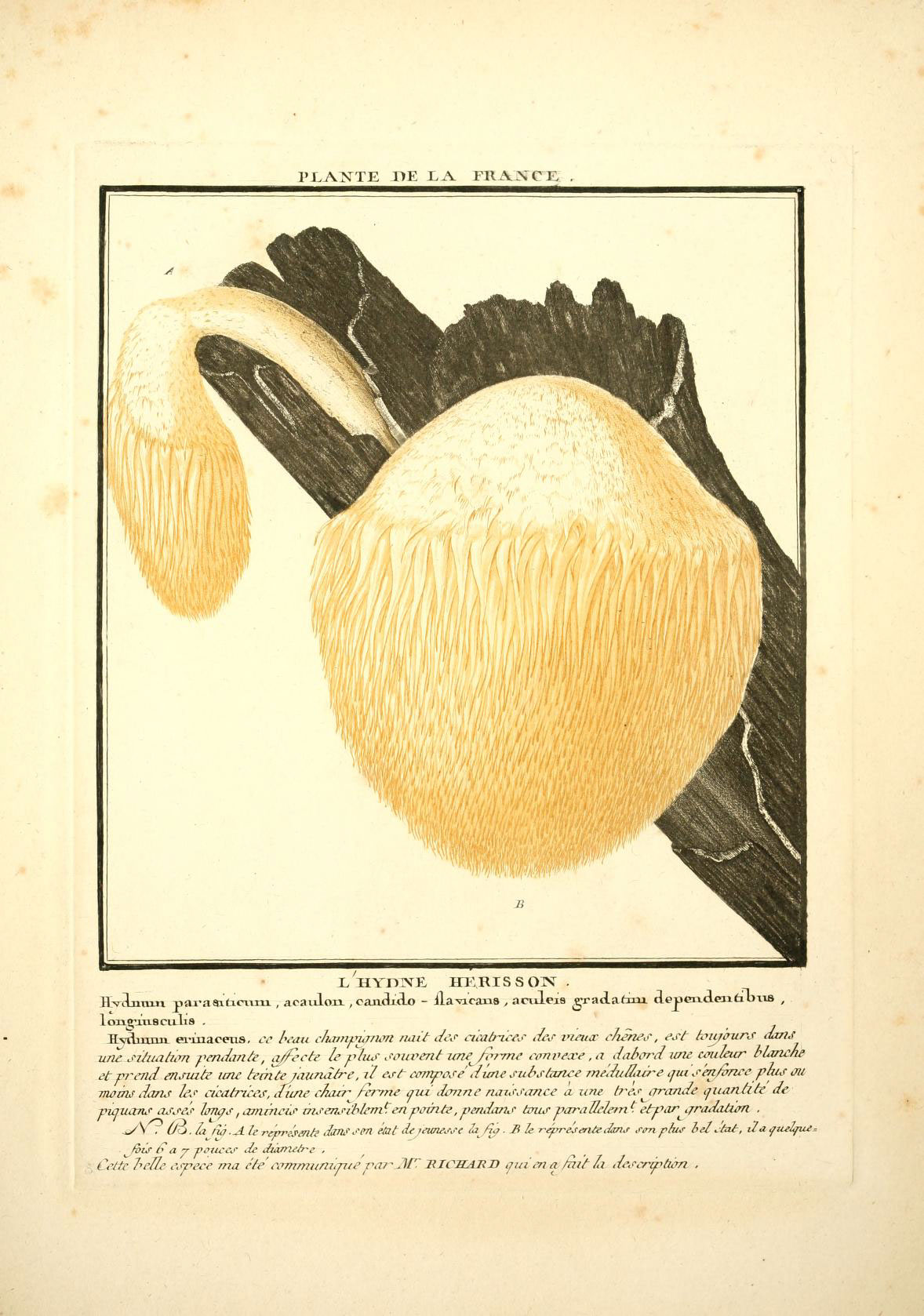
L'hydne hérisson dans lHerbier de la France.

En Chine, le champignon est nommé Houtou, ce qui signifie « tête de singe ». Au Japon, il s'appelle Yamabushitake, car il ressemble aux ornements de poitrine portés par les yamabushi, ascètes et guerriers médiévaux qui vivaient dans les montagnes.

## Taxinomie
L'espèce a été décrite pour la première fois par le botaniste français Pierre Bulliard dans le premier volume de son Herbier de la France publié en 1781. Il la nomme « Hydne hérisson », ou Hydnum erinaceus (erinaceus signifie hérisson en latin). En 1797, le mycologue sud-africain Christiaan Hendrik Persoon la transfère dans le genre Hericium.

## Description
Le basidiome forme une masse pendante de forme variable à partir d'une base latérale épaisse arrivant du substrat. Il mesure entre 9,5 et 20,5 cm de hauteur pour 7 à 25 cm de largeur. Il donne naissance à des rangées serrées de longs aiguillons (de 2 à 7 cm) non ramifiés, mous et barbus. Ces derniers sont blancs lorsque le champignon est frais, puis deviennent jaune brunâtre à brun rougeâtre en séchant. La chair est molle et épaisse, blanche immuable. Elle a une odeur et une saveur d'abord indistinctes, puis amères et désagréables.

## Habitat et distribution

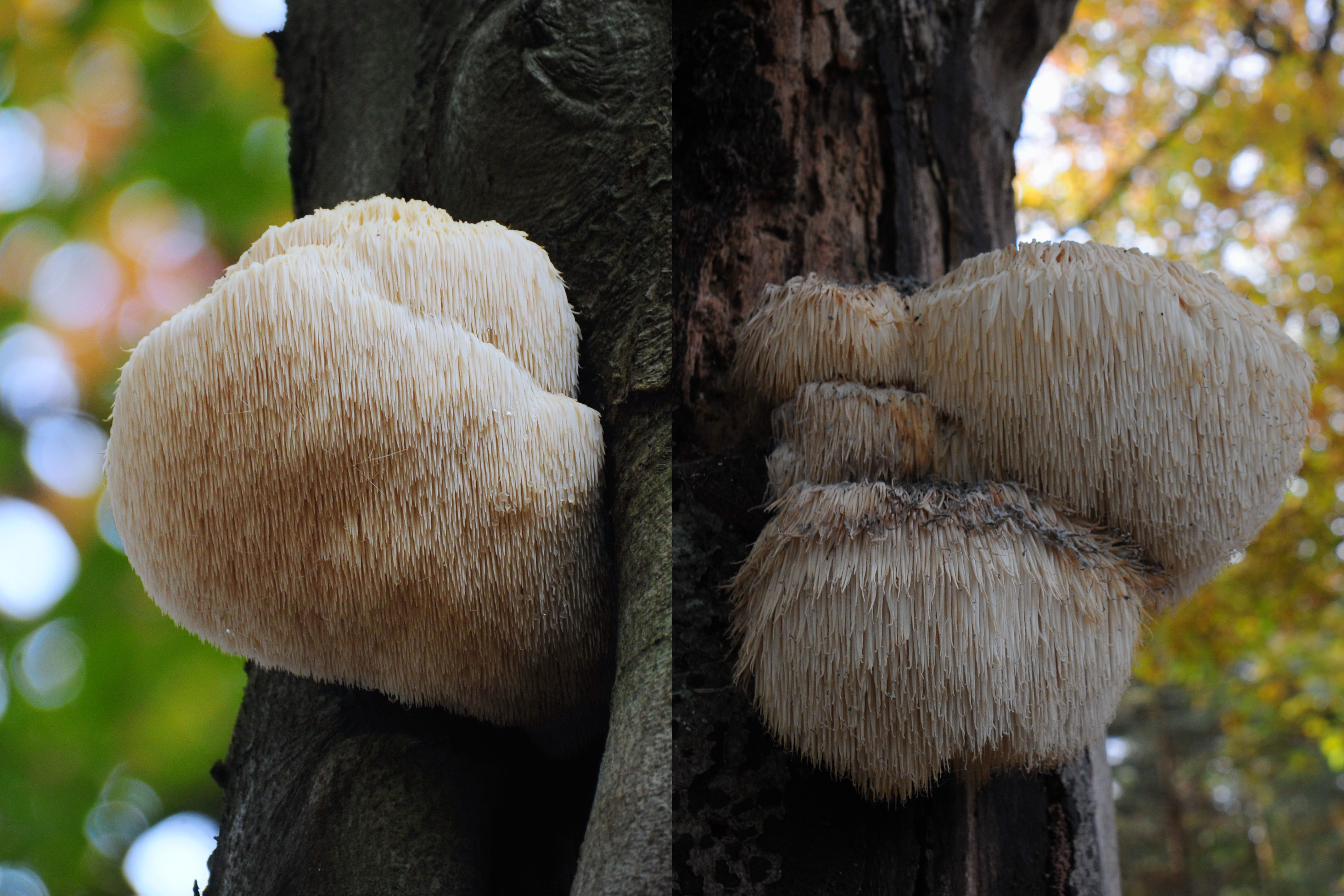
Deux spécimens dans une forêt des Pays-Bas.

L'hydne hérisson est une espèce saprotrophe ou parasite, qui croît en solitaire sur le bois vivant ou récemment coupé de feuillus. On le trouve surtout sur les hêtres et les chênes, mais aussi les noyers, les arbres fruitiers, les frênes ou les platanes. Il peut être l'agent de caries.
L'espèce est largement distribuée dans l'hémisphère nord. On la trouve sur tout le continent européen, du Portugal à la Russie (jusqu'à l'Oural), mais aussi dans le nord de la Turquie et dans le Caucase (Géorgie, Arménie). Elle évolue en Asie de l'Est (Mongolie, Chine, Corée, Japon, et Extrême-Orient russe), ainsi que dans le nord de l'Inde, au Pakistan et au Népal. Le champignon est assez commun en Amérique du Nord et centrale, et en Colombie. Il a également été signalé dans le sud-est de l'Australie.
En 2003, Hericium erinaceus est proposé parmi 33 espèces de champignons menacées pour figurer sur la convention de Berne du Conseil de l'Europe, mais cette soumission n'a pas aboutie,.

## Utilisations

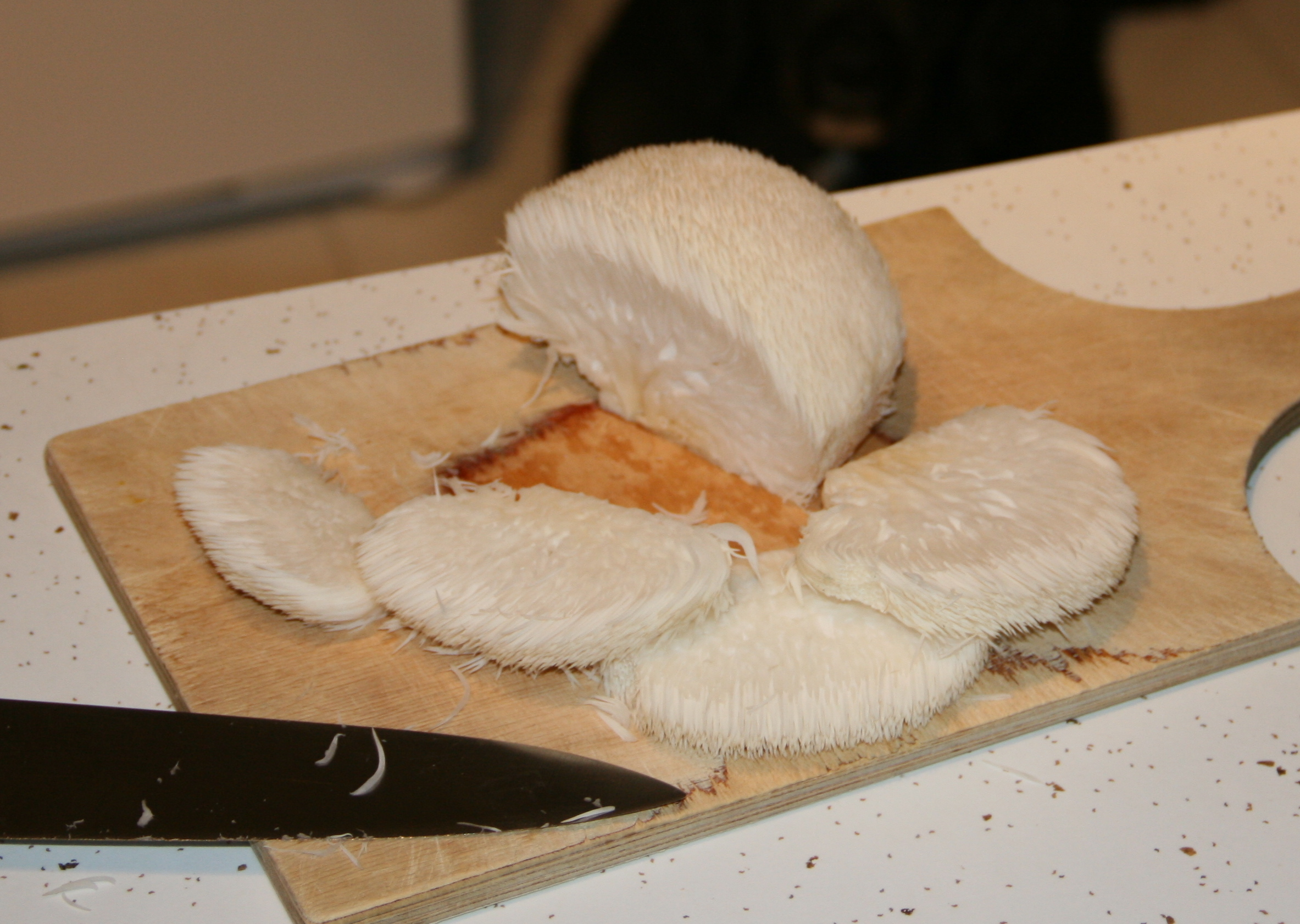
Hydne hérisson cru découpé en tranches.

### Comestibilité
L'hydne hérisson est un bon comestible lorsqu'il est jeune, même s'il peut être coriace. Bulliard notait dans la description initiale de l'espèce qu'elle était consommée « dans plusieurs de nos provinces, et notamment dans la Lorraine ».

### Propriétés médicinales
Le champignon séché est utilisé comme remède traditionnel en Chine pour soulager les maladies chroniques de l'estomac. Il contient également des polysaccharides qui auraient un effet carcinostatique. Des études ont été menées sur l'amélioration de la fonction cognitive chez les patients atteints de démence légère.

### Culture

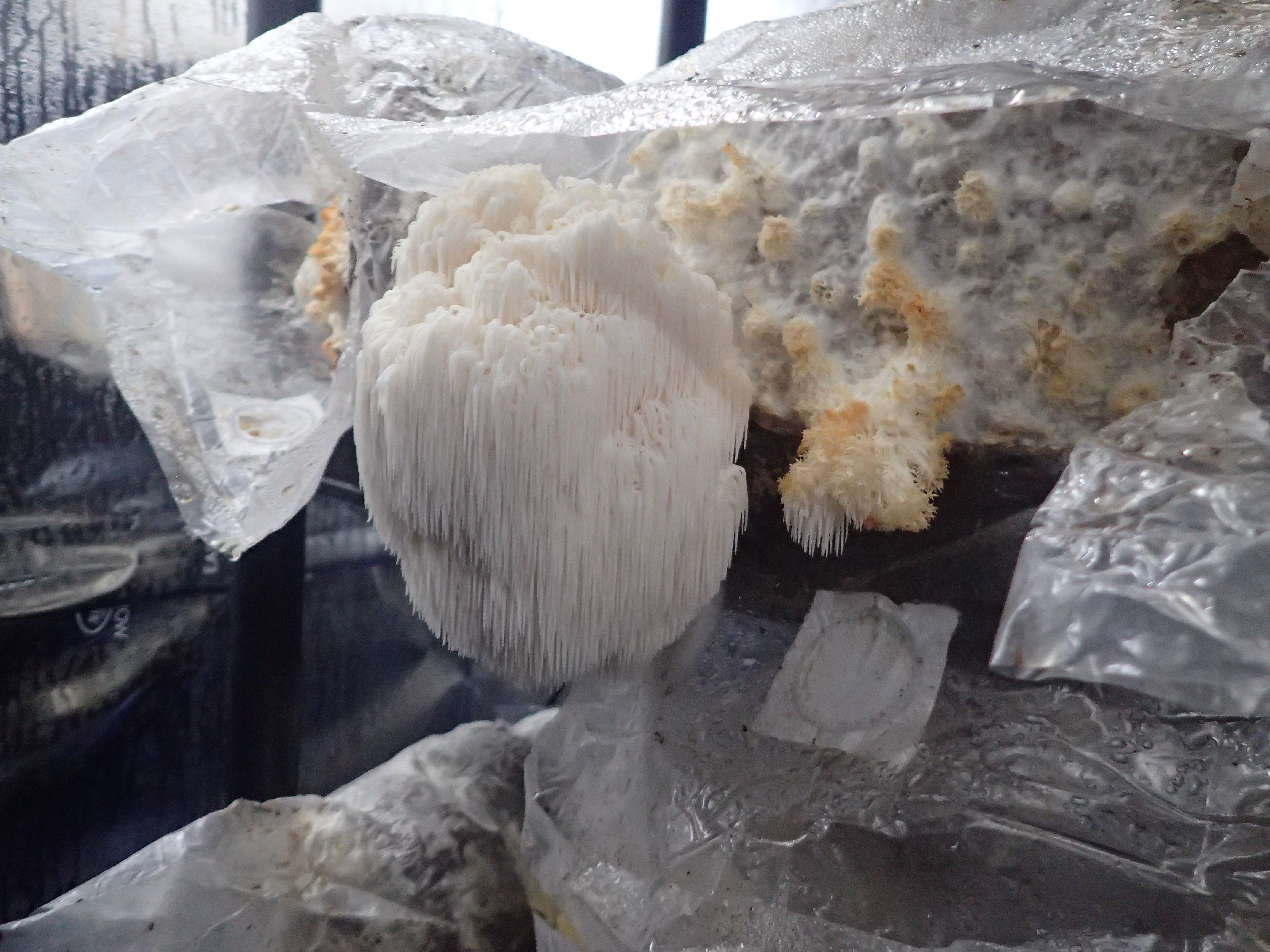
Hydne hérisson en culture (France).

La culture de l'hydne hérisson pour ses propriétés alimentaires et médicinales est très répandue en Chine et il fait partie des dix champignons les plus cultivés dans les pays asiatiques. La domestication a été développée par l'Académie des Sciences de Shanghai dans les années 1959-1960. La technique principale est désormais la culture en sacs plastiques, sur différents substrats : bagasse de canne à sucre, sciure de bois, coques de graines de coton, rafles de maïs ou paille de riz paddy, supplémentés avec du son de blé ou de riz, du saccharose et du gypse.